# Deinypena obscura
Deinypena obscura là một loài bướm đêm trong họ Noctuidae.